# 黄石街道
黄石街道，是中华人民共和国广东省广州市白云区下辖的一个乡镇级行政单位。

## 行政区划
黄石街道下辖以下地区：
黄石花园第一社区、黄石花园第二社区、高尔夫社区、江夏社区、祥景花园第一社区、元邦社区、陈田第一社区、祥景花园第二社区、石岗社区、陈田第二社区、广外大社区、马务社区、白云尚城花园社区和荷塘月色社区。

## 交通

### 地铁
- █2号线：江夏站